# Oymaağaç (Vezirköprü)
Oymaağaç ist ein ehemaliges Dorf im Bezirk Vezirköprü der nordtürkischen Provinz Samsun. Heute ist es ein Ortsteil des Bezirkszentrums Vezirköprü. Oymaağaç liegt etwa sieben Kilometer nördlich von Vezirköprü und 75 Kilometer westlich der Provinzhauptstadt Samsun. Der Ort ist über eine Landstraße mit Vezirköprü und der Fernstraße D-030 von Kastamonu nach Havza verbunden. Er liegt am Nordhang des Bergzugs Tavşan Dağı. Etwa fünf Kilometer nördlich liegt der Stausee Altınkaya Barajı, in dem der Kızılırmak aufgestaut ist.
Am Westrand des Ortes befindet sich der Siedlungshügel Oymaağaç Höyük, der wahrscheinlich die Reste der hethitischen Stadt Nerik birgt. Er wird seit 2005 von einem Team der Freien Universität Berlin erforscht.